# Кот-проныра
«Кот-проныра» (фр. Le Matou) — канадский телефильм (1985) года режиссёра Жана Бодена. Главную роль сыграл Гийом Леме-Тивьерж. Поставлен по одноимённому роману (Le Matou) Ива Бошмена.

## Сюжет
В 1980 г. Флоран Буассонно (Серж Дюпир), амбициозный молодой человек, мечтающий открыть собственный ресторан вместе со своей женой Элизой (Моника Спазиани), знакомится со странным стариком по имени Эгон Ратаблаваски (Жан Карме). Старик приглашает Флорана в отель, где он живёт, и предлагает тому помочь в осуществлении его мечты: приобрести прибыльный ресторан La Binerie (дословно — «место, где готовят закуску с бобами»), который успешно функционирует уже 47 лет, по сходной цене благодаря дружбе с его нынешним владельцем, гарантировать банковский заём под сносный процент. Партнёром Флорана по сделке становится его коллега англо-квебекец Ленни Слипскин (игра слов, англ. slip skin — «скользкая кожа»).
Флоран совершает сделку. Ему удаётся привлечь к работе в ресторане французского шеф-повара Орельена Пико (Жюльен Гиомар), несмотря на то, что и Пико, и Элиза имеют подозрения в отношении Ратаблаваски. Поначалу дела идут хорошо, в ресторан приходит колоритная публика, среди которых — местный журналист Розарио Гладю (Жюльен Пулен, fr:Julien Poulin), и 6-летний ребёнок-алкоголик Эмиль Шуинар (актёр Гийом Леме-Тивьерж) с огромным котом в руках, требующий, чтобы его называли «месье Эмиль». Мать Эмиля, работница ночного клуба (фактически подпольного публичного дома), не заботится о нём, предпочитая, чтобы он сам находил себе еду.
Когда Элиза требует познакомить её с Ратаблаваски, им сообщают о его смерти. После этого Флоран переживает стресс, его состояние здоровья ухудшается. Он объясняет это тем, что слишком много работал, поэтому Элиза и Слипскин убеждают его продать свою долю в ресторане и заняться чем-нибудь другим. Вскоре после этого Ратаблаваски появляется снова, и признаётся в том, что симулировал собственную смерть, чтобы испытать Флорана. Пико и Эмиль, впервые увидев скользкого старикашку, тут же воспринимают его в штыки. Вскоре после этого Эмиль, копаясь в автомобиле Слипскина, обнаруживает в бардачке пистолет и две бутыли фенобарбитала, принадлежащие Ратаблаваски. Элиза выясняет, что это за вещество, и сообщает Флорану о своём открытии: это транквилизатор, которым Слипскин воспользовался, чтобы притупить внимание Флорана и заставить его продать долю в ресторане за смешную сумму. Увы, Флоран уже подписал сделку.
В ярости он врывается в ресторан вместе с Пико и пытается, угрожая ножом, заставить Слипскина отменить продажу. Но на следующий день Ратаблаваски в компании со Слипскином навещает Флорана и сообщает, что Слипскин уже перепродал ему ресторан и что он рассчитывает остаться его собственником. В то же время он обещает возместить банковскую задолженность Флорана в обмен на отказ от претензий с его стороны, и Флоран с тяжёлым сердцем соглашается. Он теряет своё жилище и вместе с Элизой переезжает к приятелю Анж-Альберу (Франсис Редди, fr:Francis Reddy), «вечному безработному», который сменил несколько десятков рабочих мест, ни на одном не задержавшись долго. Там он планирует заняться новым бизнесом — торговлей антиквариатом.
В книжном магазине Элиза совершает потрясающее открытие: в старой книге «Пикантная история французской церкви» упоминается, что в 1930-е гг. Ратаблаваски был бухгалтером монастыря, откуда в 1939 г. бежал со всей кассой, а во время войны был немецким агентом, после чего бежал в Америку. Эта книга меняет расстановку сил в игре между Флораном и Ратаблаваски, поскольку первый теперь понимает, с кем имеет дело. Ратаблаваски тоже видит книгу и пытается перекупить её у Флорана, но тот отказывается.
После этого Флоран и Элиза переезжают в здание заброшенной станции в деревне в Восточных кантонах, где они живут бесплатно, выдавая себя за агентов железнодорожной компании. Им удаётся быстро завоевать доверие мэра Мелоша (Жан-Пьер Массон), который предлагает им в подарок всё, что находится в заброшенном жилище. Флорану удаётся продать всё быстро и с выгодой, а Элиза объявляет ему, что беременна.
И тут кто-то похищает книгу и подбрасывает Элизе фотографии случайной связи Флорана с Рашель, горничной Ратаблаваски. Элиза устраивает сцену на глазах Пико и Эмиля, но Пико убеждает дать Флорану последний шанс. Вместе они возвращаются в старый Монреаль, где Флоран замышляет план мести: он открывает свой новый ресторан прямо напротив своего прежнего, чтобы довести последний до банкротства. Слипскин не брезгует методами, чтобы навредить конкуренту, но и Флоран не остаётся в долгу, и после недолгой борьбы La Binerie закрывается.
У Эмиля сбегает кот, и тот в одиночку отправляется на его поиски, несмотря на запрет Элизы. Обнаружив кота на крыше разрушенного здания, Эмиль лезет наверх, но под ним проваливаются ступени, и на глазах у всех он разбивается насмерть. В день его похорон Элиза рожает дочку.
Год спустя, в тот момент, когда семья Буассоно празднует первую годовщину рождения дочки, хвастаясь успехом своего ресторана, силуэт Ратаблаваски вновь появляется на улице, и мяуканье кота сопровождает последние кадры фильма.

## В ролях
- Серж Дюпир: Флоран Буассоно, молодой ресторатор
- Моника Спазиани: Элиза Буассоно, его жена
- Жан Карме: Эгон Ратаблаваски, аферист
- Жюльен Гийомар: Орельен Пико, шеф-повар родом из Франции
- Гийом Леме-Тивьерж: мсье Эмиль, мальчик-алкоголик
- Мигель Фернандес: Ленни Слипскин, коллега Флорана